# Aschheim
Aschheim là một xã thuộc huyện München bang Bayern nước Đức. Nó nằm về phía đông bắc, ráp ranh giới với thành phố München.

## Phân chia địa phương
Aschheim có 2 làng: Aschheim và Dornach.

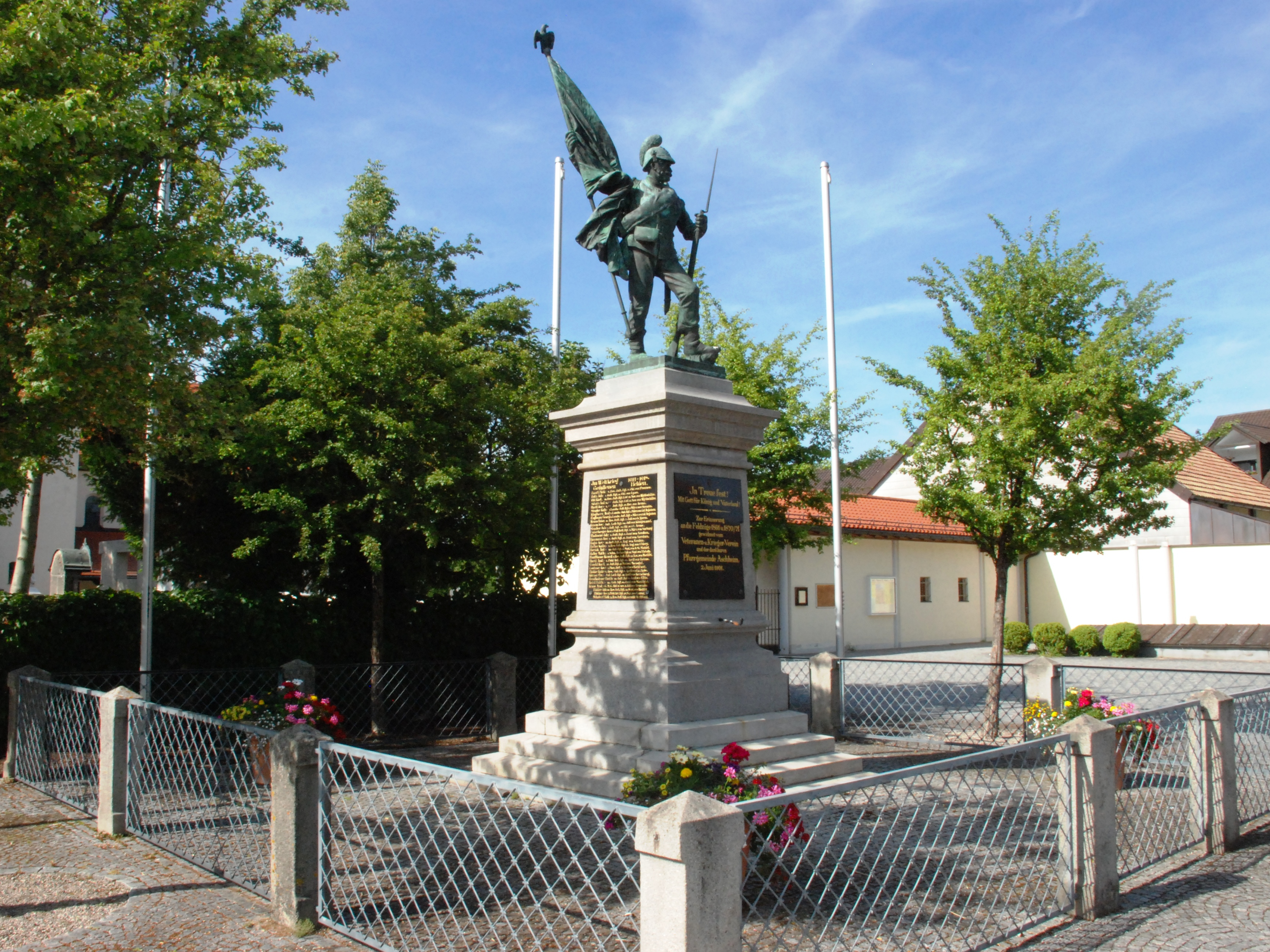
Đài kỷ niệm các chiến sĩ ở Aschheim

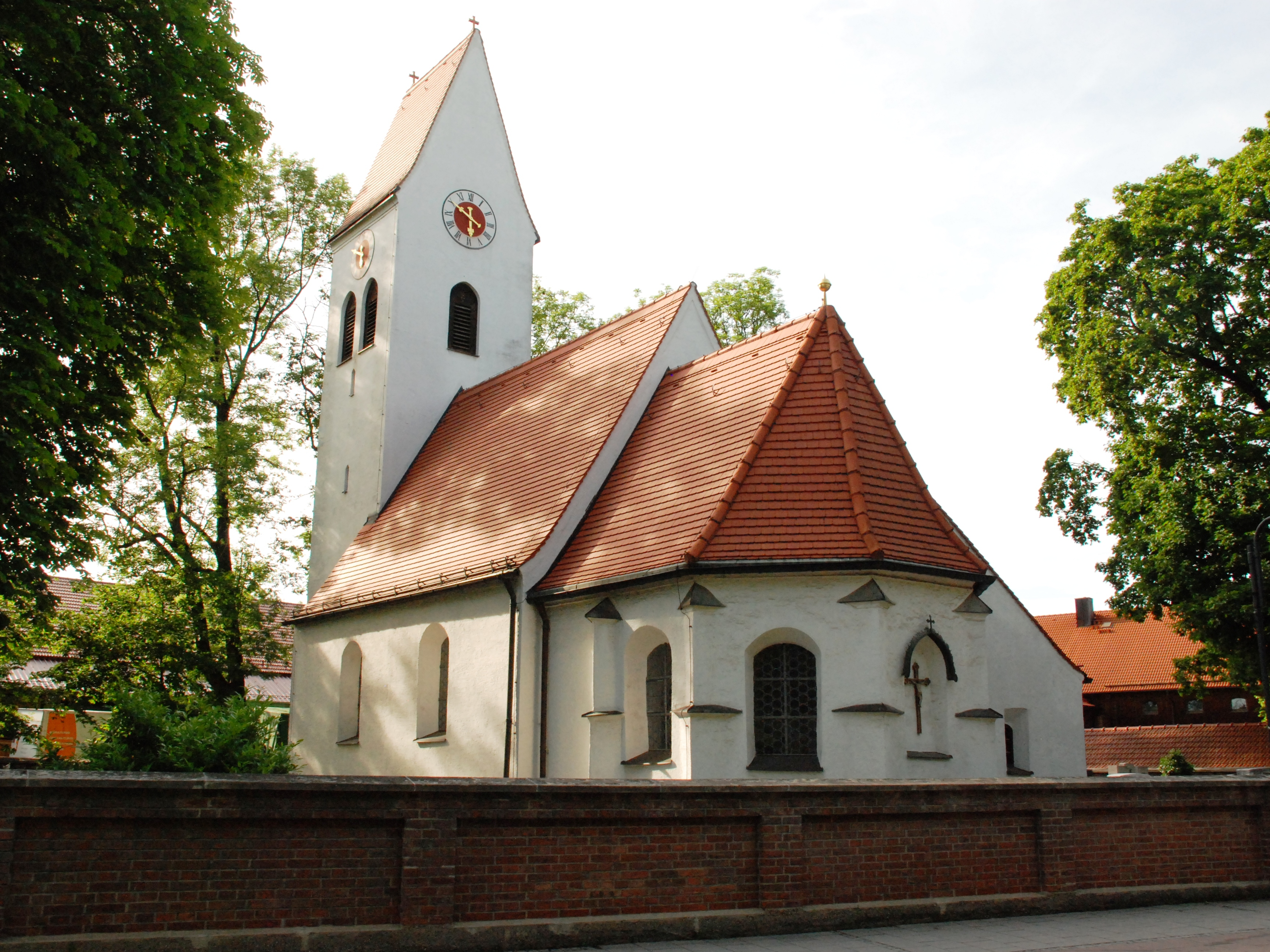
Nhà thờ St. Margareth ở Dornach

## Thành phố kết nghĩa
Aschheim kết nghĩa với những xã sau đây:
- Mougins tại Pháp
- Leros tại Hy Lạp
- Jedovnice tại Cộng hòa Séc
- Kotvrdovice tại Cộng hòa Séc
- Trong nước cũng có kết nghĩa với làng Liegau-Augustusbad của thành phố Radeberg thuộc bang Sachsen.